# Marc Anthony
Marco Antonio Muñiz Ruiz, mais conhecido por Marc Anthony (Nova Iorque, 16 de setembro de 1968) é um compositor e cantor norte-americano, filho de pais porto-riquenhos, popular na América Latina pelas suas baladas e pela salsa. Anthony deu início à sua carreira musical integrando a dupla Little Louie & Marc Anthony em meados da década de 1980, chegando a alcançar primeira colocações nas tabelas musicais estadunidenses na década seguinte. Posteriormente, com sua transferência à gravadora RMM Records, Anthony dedicou-se exclusivamente à salsa até lançar sua versão de "Hasta que te conocí" (originalmente gravada por Juan Gabrie), atingindo um estrondoso sucesso internacional.
Venceu o Grammy Latino de Melhor Canção em 2000 com a música Dímelo.
É casado desde janeiro de 2023 com a modelo e Miss Paraguai 2021 Nádia Ferreira.

## Biografia
Marc Anthony nasceu sob o nome de Marco Antonio Muñiz Ruiz na cidade de Nova York, filho de Guillermina, uma dona-de-casa e de Felipe Muñiz, músico e trabalhador no refeitório de um hospital. Os seus pais são de origem porto-riquenha. Tem uma irmã chamada Yolanda Muñiz.
Marc Anthony é abertamente defensor das ideias do Partido Democrata, tendo forte interesse por política. O cantor performou "The Star-Spangled Banner", o hino nacional estadunidense na Convenção Nacional Democrata de 2012, que elegeu Barack Obama como candidato às eleições presidenciais daquele ano. Anthony é católico romano praticante.

### Casamentos e descendência
Marc Anthony casou-se primeiramente com Debbie Rosado, com quem teve a filha Ariana em 1994.

Posteriormente, em 9 de maio de 2000 o cantor casou-se com a Miss Universo Dayanara Torres numa cerimônia em Las Vegas. O casamento rendeu-lhe dois filhos: Cristian Anthony Muñiz (nascido em 2001), batizado em homenagem ao cantor mexicano Cristian Castro, e Ryan Anthony Muñiz (nascido em 2003). Devido a problemas de relacionamento, o casal separou-se em meados de 2002, renovando os votos em dezembro do mesmo ano em Porto Rico. O casamente teve um fim definitivo em 2004.

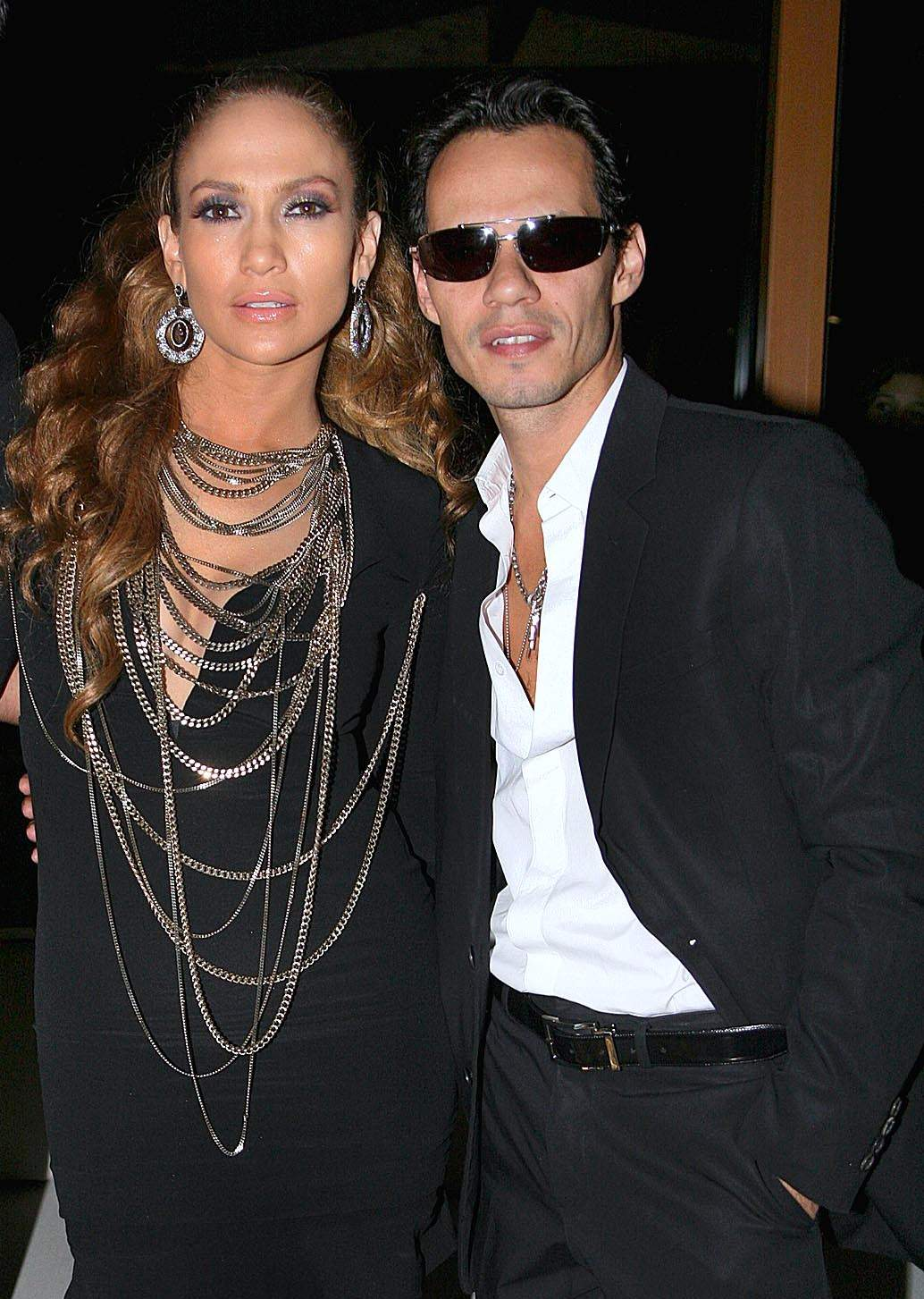
Jennifer Lopez e Marc Anthony, em 2011

Apenas quatro dias depois de seu divórcio, Marc casou com a cantora e atriz Jennifer Lopez, com quem teve os filhos mais novos, os gêmeos Emme Maribel Muñiz e Maximillian David Muñiz, nascidos em 22 de fevereiro de 2008. Depois de muitos boatos de que Marc estava traindo Jennifer Lopez, foi confirmado o divórcio entre os dois. No entanto, em 9 de abril de 2012, o casal anunciou sua separação e o início do processo de divórcio, concluído somente em 16 de junho de 2014.
Em 11 de novembro de 2014, Marc Anthony casou-se com a modelo venezuelana Shannon de Lima na República Dominicana.
Em 28 de janeiro de 2023 casou-se com com a modelo e Miss Paraguai 2021, Nádia Ferreira. O casal anunciou que espera um filho somente duas semanas depois.

## Carreira
Ganhou notoriedade após participar do CD Planet Pit em parceria com o rapper americano, Pitbull na faixa Rain Over Me em 2011.
Em 2013, o cantor performou a canção tradicional "God Bless America" no Jogo das Estrelas da Major League Baseball, no Citi Field, Nova Iorque. Apesar do cantor ser um cidadão estadunidense de pais porto-riquenhos, mas nascido e criado na cidade de Nova Iorque, várias postagens no Twitter criticaram sua escolha como cantor do hino, sugerindo que ele fosse latino-americano. Em contrapartida, a Liga Antidifamação mostrou-se contra tais comentários, alguns ofensivos.

### Discografia
- 1988: Rebel
- 1991: When the Night is Over
- 1993: Otra Nota
- 1995: Todo a Su Tiempo
- 1997: Contra la Corriente
- 1999: Marc Anthony
- 2001: Libre
- 2002: Mended
- 2004: Amar Sin Mentiras
- 2004: Valió la Pena
- 2007: El Cantante
- 2010: Iconos
- 2013: 3.0
- 2019: Opus
- 2022: Pa'llá

### Filmografia
- 1994 - Natural Causes
- 1995 - Hackers - Piratas de computador
- 1996 - A Grande Noite
- 1996 - The Substitute
- 1999 - Vivendo no Limite
- 2001 - In the Time of the Butterflies
- 2004 - Chamas da Vingança
- 2006 - El Cantante

### Investimentos imobiliários
Em 2009, ele e sua então esposa JLo entraram para o clube de sócios do Miami Dolphins, ao lado de diversas personalidade, como Gloria e Emilio Estefan, Venus e Serena Williams, e a também cantora Fergie. Anthony e Lopez investiram em diversas áreas durante seu casamento, chegando a financiar duas mansões em Brookville, Nova Iorque.

## Prêmios e indicações

### Grammy Latino
| Ano  | Categoria                                       | Indicação                       | Resultado |
| ---- | ----------------------------------------------- | ------------------------------- | --------- |
| 2000 | Canção do Ano                                   | Dímelo                          | Venceu    |
| 2000 | Gravação do Ano                                 | Dímelo                          | Indicado  |
| 2000 | Melhor Performance Vocal de Pop Masculina       | Dímelo                          | Indicado  |
| 2000 | Melhor Performance Vocal de Pop por Dupla/Grupo | No me Ames (com Jennifer Lopez) | Indicado  |
| 2000 | Melhor Canção Tropical                          | Da la Vuelta                    | Indicado  |
| 2000 | Melhor Vídeo Musical                            | No me Ames (com Jennifer Lopez) | Indicado  |